# Заславська Ірина Георгіївна
Ірина Георгіївна Заславська (7 липня 1928, Харків — 9 березня 1976, Київ) — українська радянська правозахисниця та математик. Кандидат фізико-математичних наук (1965). Шістдесятниця, особливо поціновувана серед вчених фізиків. За участь в акціях протесту зазнала переслідувань з боку радянських органів безпеки.

## Життєпис
У 1951 році закінчила Київський університет. Працювала в установах АН Української РСР.
Учасниця правозахисного руху в УРСР 1960-х років. Поширювала самвидав. Була в числі організаторів, збирала підписи і особисто підписала в 1968 році «Лист-протест 139» на ім'я Леоніда Брежнєва, Олексія Косигіна та Миколи Підгорного з вимогою припинити практику протизаконних політичних арештів і судових процесів інтелігенції в Україні та в Москві. Організаторами листа також були Іван Світличний, Іван Дзюба, Віктор Боднарчук, Юрій Цехмістренко, Михайло Білецький. Лист з підписами було передано адресатам в квітні 1968 року. Для цього Заславська з Білецьким їздили до Москви. Заславська віднесла оригінал листа з підписами до приймальні ЦК КПРС, де залишила для відповіді свою домашню адресу, а Білецький відніс примірник Петру Якіру для подальшого поширення. Текст листа-протесту 139, що потрапив до ЦК КПРС, був опублікований на Заході.
З архіву КДБ при Раді Міністрів УРСР: "20 червня 1968 року. Цілком таємно. <…> Ідентичність документа, використаного в антирадянських виступах газетами «Нью-Йорк таймс» і «Українське слово», з листом Заславської, Цехмістренко та інших підтверджується не тільки збігом таких другорядних ознак, як прізвища адресатів, загальна кількість підписів, посиланням на наявність у оригіналі підписів Івана Світличного та Віктора Некрасова, а й тим, що газети цитували останній абзац другий сторінки листа Заславської. В «Українському слові» ця частина тексту викладена так: «Звертаємо увагу на неприпустимість факту, коли в багатьох випадках ставиться в провину вираження поглядів, що ані в якому разі не можна вважати антирадянськими. Це була тільки критика окремих явищ нашого життя і критика жахливих відступів від соціалістичних ідеалів, а також неприпустимість порушення проголошених засад».
У 1968—1970 роках Заславська підтримувала дружні стосунки з дисиденткою, діячкою правозахисного руху 1960-х років в Україні Аллою Горською, після її смерті виховувала її сина А. Зарецького.
У липні 1968 року КДБ наполіг на звільненні Заславської з роботи в Інституті напівпровідників АН УРСР. Приводом послужила діяльність чоловіка, правозахисника Юрія Цехмістренко. Після звільнення постійної роботи не мала.
У 1974—1975 роках І. Заславська створила авторизовану мозаїку у генконсульстві Польщі і колаж в генконсульстві Чехословаччини.